# Geumcheon-gu
Geumcheon-gu (금천구) ist einer der 25 Stadtteile Seouls. Zahlreiche Technologie-Unternehmen sind dort ansässig. Er liegt am südwestlichen Stadtrand. Die Einwohnerzahl beträgt 229.823 (Stand: Mai 2021).

## Bezirke

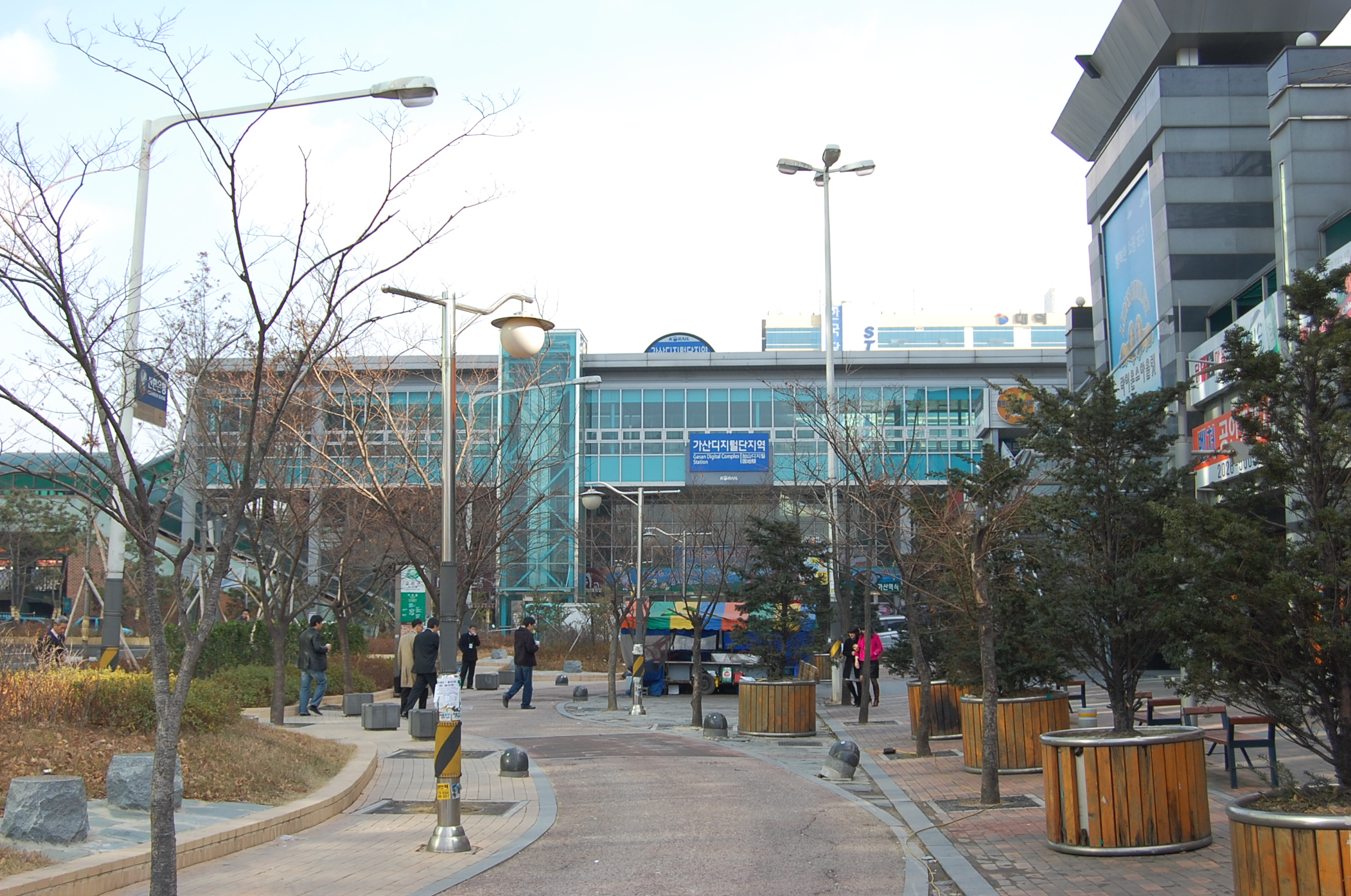
U-Bahnhof Gasan Digital Complex

Geumcheon-gu besteht aus 20 Dongs:
- Gasan-dong
- Doksan-dong 1,2,3,4
- Siheung-dong 1,2,3,4,5